# Figueruelas
Figueruelas és un municipi d'Aragó situat a la província de Saragossa i enquadrat a la comarcarca de la Ribera Alta de l'Ebre.